# Paul Taylor (humoriste)
Pour les articles homonymes, voir Paul Taylor et Taylor.
Paul Taylor, né le 11 octobre 1986 à Chelmsford (Royaume-Uni), est un humoriste britannique. 
Il s'installe à Paris en 2009 et se lance dans le stand-up en 2013. Connu en France pour ses séries télévisées sur Canal+, What the Fuck France, What's Up France ? et Stereotrip, il fait ses débuts sur scène dans son spectacle #Franglais (2016-2019). 

## Biographie

### Famille et enfance
Né à Chelmsford d'un père anglais et d'une mère irlandaise, Paul Taylor grandit à Genève entre 2 et 4 ans, puis en France jusqu'à l’âge de 9 ans, ce qui lui permet de parler sans accent en français. Puis il revient en Angleterre après la séparation de ses parents[réf. souhaitée]. 
Il fait des études de langues à Londres — il est trilingue anglais-français-espagnol. Il devient ensuite vendeur pour la marque Apple. Trois ans après son embauche, il devient formateur à l’étranger pour la marque. Il s'installe à Paris à l'âge de 23 ans, et décide alors « de monter sur scène pour faire rire les gens ». Comme il le raconte dans son spectacle #Franglais, il démissionnera de Apple sans rupture conventionnelle, pour se consacrer pleinement à la scène. 

### Débuts médiatiques
C'est avec la vidéo en ligne La Bise, que Paul Taylor se révèle au public français. Cette vidéo, qui devait servir de promotion pour une soirée d'humour en langue anglaise à Paris, est mise en ligne le 1er janvier 2016 et compte plus de 3 millions de vues. Filmée en un seul plan séquence, La Bise se moque de cette tradition française et servira de modèle aux futurs épisodes de What the Fuck France.

### Télévision
Grâce au succès immédiat de La Bise visionnée plus d'un million de fois en quelques jours  sur Youtube, Canal+ contacte Paul Taylor la semaine suivant sa mise en ligne, afin de réaliser un programme court régulier, sur le même format. What the Fuck France? est alors diffusé sur Canal+. Ce shortcom de 3 minutes, diffusé à partir de septembre 2016, comprend 34 épisodes. Paul Taylor y décortique avec humour les singularités et les particularités des Français aux yeux d'un expatrié. What the Fuck France est l'un des premiers programmes créé en anglais et diffusé par une chaîne française. 
Un deuxième programme, réalisé encore avec Canal+, prend la relève en 2017, pour 14 épisodes, sur un format similaire : What's Up France ?. Cette fois-ci, c'est l'actualité française qui y est vue et commentée.
Enfin un troisième programme avec Canal+ est créé en 2018. Avec Stereotrip (contraction de stereotype et roadtrip) et en 6 épisodes de 45 minutes, Paul Taylor passe en revue les clichés qui peuvent être associés aux différents pays d'Europe comme l'Italie, la Suisse, l'Espagne, la Suède, l'Allemagne et l'Angleterre.

### Cinéma
Paul Taylor joue le rôle de Vincent Dublin, l'envoyé de la maison de disques, dans la comédie dramatique Aline de Valérie Lemercier, sortie en 2021. Il joue le rôle d'un supporter anglais dans Veuillez nous excuser pour la gêne occasionnée de Olivier Van Hoofstadt, sortie en 2023.

## Spectacles
Paul Taylor se définit avant tout comme un comédien de stand-up. Après quelques essais en Angleterre et sur des scènes amateur, il monte sur scène pour la première fois à Paris en 2013. Il rencontre assez rapidement le succès, en particulier grâce à ses vidéos en ligne et ses différents projets avec Canal+, et se produit seul sur scène.

### #Franglais
Paul Taylor joue son premier spectacle, #Franglais, 50 % in French, 50 % en anglais, d'abord dans différentes salles parisiennes (Le Sentier des Halles, La Nouvelle Ève, L'Européen...) puis en tournée en France et au Canada, pendant près de 3 ans. 

### So British (ou presque)
En octobre 2019, Paul Taylor commence son deuxième spectacle So British (ou presque), après une pause de quelques semaines, au Point Virgule à Paris.

### Bisoubye x
Paul Taylor's commence l'écriture de son spectacle suivant le 3 novembre 2022 à la Scala, à Paris. Son nouveau spectacle est programmé à partir du 4 janvier 2023 à la Cigale à Paris.

## Inspirations
Les humoristes Lee Evans, Ricky Gervais et Louis C.K font partie des références de Paul Taylor.